# دریاچه مینه‌تنکا
دریاچه مینه‌تُنکا دریاچه‌ای در فاصله تقریبی ۱۵ مایلی از شهر مینیاپولیس، مینه‌سوتا می‌باشد. این دریاچه به‌طور مشترک در محدوده شهرستان هنینپن و شهرستان کاور  قرار دارد و توسط ۱۳ شهر احاطه شده. این دریاچه با مساحت ۵۹ کیلومتر مربع نهمین دریاچه بزرگ ایالت مینه‌سوتا در ایالات متحده یه شمار می‌رود.

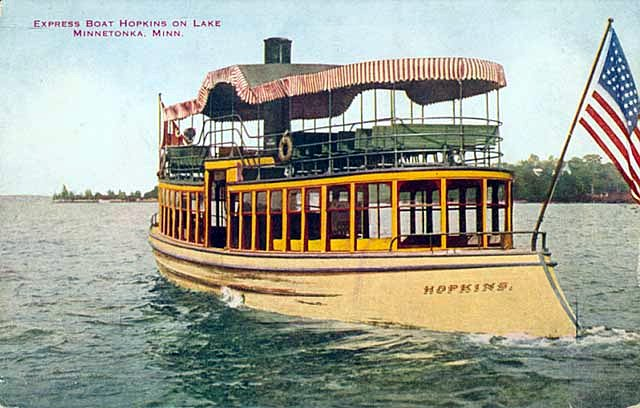
قایق اکسپرس هاپکینز در دریاچه مینه‌تونکا به سال ۱۹۱۲.